# Ріїхора
Ріїхора (ест. Riihora) — село в Естонії, входить до складу волості Орава, повіту Пилвамаа.